# EX-115
La carretera EX-115 es de titularidad de la Junta de Extremadura. Su categoría es básica. Su denominación oficial es   EX-115 , de N-430 a Quintana de la Serena.

## Historia de la carretera
La carretera es producto de la fusión de tres carreteras diferentes:
- La antigua BA-633, de Campanario a Quintana de la Serena, transferida por el Estado a la Junta de Extremadura en el año 1984.

- La antigua carretera de Diputación Provincial de Badajoz BA-V-6341, de Campanario al camino vecinal de La Coronada.

- La antigua carretera de Diputación provincial de Badajoz BA-V-6342, de Campanario a Navalvillar de Pela.

Estas dos últimas se consideran transferidas a la Junta de Extremadura debido a que fueron recogidas en el Plan Regional de Carreteras de Extremadura.
La nueva carretera resultante fue renombrada a   EX-115  en el cambio del catálogo de Carreteras de la Junta de Extremadura en el año 1997.

## Inicio
Su origen está en la N-430, cerca de la localidad de Navalvillar de Pela. (38°45′01″N 5°40′53″O / 38.750142, -5.681383)

## Final
Su final está en la intersección con la EX-114 y la EX-346 cerca de la localidad de Quintana de la Serena. (39°06′33″N 5°28′32″O / 39.109267, -5.475594)

## Trazado, localidades y carreteras enlazadas
La longitud real de la carretera es de 51.600 m, de los que la totalidad corresponden a la provincia de Badajoz.
Su desarrollo es el siguiente:
| P. K.           | HITO                                                                   |
| --------------- | ---------------------------------------------------------------------- |
| 0+000           | Inicio. N-430                                                          |
| 1+170 - 2+970   | Travesía de Navalvillar de Pela                                        |
| 10+980          | Intersección de acceso a Orellana de la Sierra                         |
| 14+720 - 17+420 | Travesía de Orellana la Vieja                                          |
| 15+080          | Acceso este a Orellana la Vieja                                        |
| 15+630          | Glorieta acceso norte a Orellana la Vieja y BA-105                     |
| 17+220          | Glorieta acceso oeste a Orellana la Vieja                              |
| 17+900          | Intersección con carretera de C. H. G. a N-430                         |
| 19+200 - 19+890 | Cuerpo de la presa de Orellana                                         |
| 19+920          | Intersección carretera C. H. G. a la presa del Zújar                   |
| 20+890 - 20+920 | Puente sobre arroyo Tamujoso                                           |
| 23+310          | Intersección carretera de C. H. G. a Villanueva de la Serena           |
| 26+500          | Acceso a canal del Zújar por badén                                     |
| 26+780 - 27+030 | Puente sobre el río Zújar y el canal del Zújar                         |
| 28+840          | Intersección EX-348 (La Coronada)                                      |
| 35+460 - 38+380 | Travesía de Campanario                                                 |
| 35+790          | Glorieta acceso a Campanario y EX-349                                  |
| 36+630          | Intersección EX-104                                                    |
| 36+630 - 37+460 | Itinerario común con EX-104                                            |
| 37+4600         | Intersección EX-104 y acceso sur a Campanario                          |
| 39+540 - 39+620 | Paso sobre el ferrocarril                                              |
| 42+380          | Intersección BA-076 (La Guarda)                                        |
| 49+560 - 49+570 | Puente sobre arroyo La Mata                                            |
| 50+770          | Final. Intersección con EX-114 / EX-346 cerca de Quintana de la Serena |

## Otros datos de interés
(IMD, estructuras singulares, tramos desdoblados, etc.).
Los datos sobre Intensidades Medias Diarias en el año 2006 son los siguientes:
| P. K.                         | IMD | Ligeros | Pesados | % Pesados |
| ----------------------------- | --- | ------- | ------- | --------- |
| 1+000 (Navalvillar de Pela)   | 858 | 730     | 127     | 14,9      |
| 9+000 (Orellana de la Sierra) | 616 | 603     | 13      | 2,2       |
| 25+000 (Orellana la Vieja)    | 820 | 790     | 30      | 3,6       |
| 35+000 (Campanario)           | 534 | 512     | 22      | 4,0       |
| 40+000 (Campanario)           | 822 | 742     | 80      | 9,8       |

Queda por indicar que existen tramos acondicionados de la carretera que se hicieron sobre carreteras de titularidad de la Confederación Hidrográfica del Guadiana y que hasta el momento no se han transferido a la Junta de Extremadura. En concreto son:
- 15+630 - 17+220. Variante de Orellana la Vieja.

- 17+220 - 19+200. Bajada de la presa de Orellana desde la localidad.

Dando por supuesto que el trazado sobre el cuerpo de la presa de Orellana (19+200 - 19+890) es de titularidad de la Confederación Hidrográfica del Guadiana y no será susceptible de ser transferido.
En el tramo (26+780 - 27+030) se construyó el puente sobre el río Zújar, de vigas pretensadas, en curva y con fuerte pendiente, ejemplo de viaducto en el cual la estructura se adapta al trazado de la carretera.

## Evolución futura de la carretera
La carretera se encuentra acondicionada dentro de las actuaciones previstas en el Plan Regional de Carreteras de Extremadura.